# Немецкий язык в Бразилии
Распространённость немецкого языка в Бразилии на сегодняшний день не может быть оценена однозначно, так как иммигрировавшие в Бразилию немцы в разное время переходили на португальский язык под непосредственным влиянием политики вытеснения языка и культурной ассимиляции. Приблизительное число лиц немецкого происхождения в Бразилии варьируется от 2 до 5 миллионов человек, однако говорящих по-немецки или двуязычных граждан насчитывается не более чем 850-900 тысяч человек. Немецкоязычные граждане проживают преимущественно в штатах Санта-Катарина и Риу-Гранди-ду-Сул.
Использование немецкого языка в Бразилии не всегда было разрешено законом. В первой половине XX века, особенно во время Второй мировой войны, немецкий язык активно вытеснялся португальским. Ситуация с немецким языком на современном этапе также не позволяет ему продолжать развиваться, так как существенно ограничена немецкоязычная инфраструктура: школы для детей немцев, газеты на немецком языке и многое другое. Однако, на данный момент немецкий язык и его диалекты имеют статус региональных официальных языков в ряде муниципалитетов в южных штатах Бразилии.
Немцы Бразилии (нем. Deutschbrasilianer, порт. Teuto-brasileiro, Germano-brasileiro, в просторечии — alemão) сегодня проживают преимущественно на юге и юго-востоке страны в небольших городах. Их идентификация, то есть принадлежность к alemão, производится по языковому, этническому и культурному признаку (чаще именно этнический, так как приёмные бразильские дети немцев быстро перенимают язык и культуру, но продолжают считаться бразильцами). Наиболее распространены швабский, немецко-платский и хунсрюкский диалекты.
| Язык/Диалект                  | Штат              | Муниципалитет         |
| ----------------------------- | ----------------- | --------------------- |
| Hunsrik (Хунсрюгский диалект) | Санта Катарина    | Антониу-Карлус        |
| Hunsrik (Хунсрюгский диалект) | Риу-Гранди-ду-Сул | Санта-Мария-ду-Эрвал  |
| Hunsrik (Хунсрюгский диалект) | Риу-Гранди-ду-Сул | Сан-Жуан-ду-Уэсти     |
| Hunsrik (Хунсрюгский диалект) | Риу-Гранди-ду-Сул | Сан-Леополду          |
| Hunsrik (Хунсрюгский диалект) | Риу-Гранди-ду-Сул | Нову-Амбургу          |
| Hunsrik (Хунсрюгский диалект) | Риу-Гранди-ду-Сул | Санта-Крус-ду-Сул     |
| Австрийско-баварский          | Санта-Катарина    | Трези-Тилиас          |
| Восточно-померанский          | Эспириту-Санту    | Домингус-Мартинс      |
| Восточно-померанский          | Эспириту-Санту    | Итарана               |
| Восточно-померанский          | Эспириту-Санту    | Ларанжа-да-Терра      |
| Восточно-померанский          | Эспириту-Санту    | Панкас                |
| Восточно-померанский          | Эспириту-Санту    | Санта-Мария-ди-Жетиба |
| Восточно-померанский          | Эспириту-Санту    | Вила-Паван            |
| Восточно-померанский          | Санта-Катарина    | Помероди              |

Также в штате Риу-Гранди-ду-Сул немецкий язык распространён в Порту-Алегри, Кангусу. В штате Санта-Катарина широко распространён в Блуменау, Жоинвили, Флорианополисе, Бруски, Жарагуа-ду-Сул, Итажаи.